# Superhuman Samurai
Superhuman Samurai (Superhuman Samurai Syber-Squad) è una serie televisiva statunitense, arrivata in Italia nel 1995 sull'onda del successo dei Power Rangers e come questa è il risultato dell'adattamento di una serie televisiva giapponese tokusatsu, in questo caso di Denkō chōjin Gridman. Vennero mantenute le scene d'azione e rigirate quelle narrative affidandole ad attori americani. La trama vedeva quattro teenager capaci di entrare nel mondo virtuale e respingere i virus creati dai nemici della situazione. La sigla italiana era cantata da Marco Destro.

## Personaggi

### Samurai Team
- Sam Collins (Matthew Lawrence, doppiato nella versione italiana da Davide Garbolino) - è il protagonista della serie, ed è in grado di entrare nella rete e di trasformarsi in Servo, il custode del mondo virtuale e di respingere i virus creati da Malcom e Kilokahn. Attratto (ed in parte ricambiato) dalla cheerleader Jennifer. Ha fondato con i suoi amici Sydney, Amp e Taker una band di cui lui è leader e chitarrista. La sua frase per la trasformazione è "Forza dei Samurai, via! (Let's Samuraize, guys! in originale)", e nel far questo usa la sua chitarra o il trasformatore ottenuto dopo la prima trasformazione in Servo.
- Sydney "Syd" Forrester (Robin Mary Florence, doppiata nella versione italiana da Loredana Nicosia) - è una ragazza intelligente (una dei migliori studenti della scuola), tastierista della band, genio dei computer nonché ottima cantante. La sua uniforme nel cyber-spazio consiste in una tuta da Biker rosa e un casco dorato con visiera. In un episodio è lei a disegnare un virus, ingannata da Kilokahn. Si trasforma dicendo "Massima potenza!" saltando e alzando un pugno in aria.
- Amp Ere (Troy Slaten, doppiato nella versione italiana da Diego Sabre) - è il bassista della band. Si tratta di un tipo un po' particolare ed eccentrico, soprattutto perché è un alieno. La sua uniforme nella rete è formato da un casco di volo da pilota d'elicottero e una giacca di pelle. Si trasforma assumendo diverse pose e dicendo varie frasi.
- Tanker (Kevin Castro, doppiato nella versione italiana da Patrizio Prata) - migliore amico di Sam e batterista della band. Adora lo sport ed ha una cotta per Sydney. La sua uniforme consiste in una tuta da Biker nera e un casco con visiera dello stesso colore. Si trasforma dicendo "Facciamo un megadisastro!" incrociando le bacchette.
- Lucky London (Rembrandt) - rimpiazzo di Amp, dopo che questi tornerà sul suo pianeta, sia al basso che per la sua personalità bizzarra. La sua uniforme consiste in un elmetto rosso e bianco con visiera nera e un gilet da salvataggio (tipo quello di Marty McFly in Ritorno al futuro). Si trasforma dicendo "A tutto surf!"

### Cattivi
- Kilokahn - è il principale antagonista della serie. Si tratta di un'intelligenza artificiale che trama per prendere il controllo del mondo digitale. Si rivolge a Malcom (che gli disegna i virus) chiamandolo Polpetta (Meat-Thing in originale). Il suo nome è l'abbreviazione di Kilometric Knowledge-base Animate Human Nullity. Kilokahn è doppiato nella versione originale statunitense da Tim Curry e in quella italiana da Claudio Parachinetto.
- Malcolm Frink (Glen Beaudin, doppiato nella versione italiana da Nicola Bartolini Carrassi) - compagno di scuola di Sam, bravissimo nel disegno che si veste sempre di nero. Odia Sam, perché sono innamorati della stessa ragazza (Jennifer) ed è per questo motivo che diventerà alleato di Kilokahn per cui comincerà a creare i virus a cui il diabolico computer dà vita.

### Altri
- Jennifer "Jen" Doyle (Jayme Betcher, doppiata nella versione italiana da Veronica Pivetti) - la cheerleader della North Valley High School da cui Sam è attratto ma con cui ha un rapporto complicato, fatto di alti e bassi. Su di lei, inoltre, ha messo gli occhi anche Malcolm, compagno di scuola e antagonista di Sam e degli altri Samurai.
- Elizabeth "Liz" Collins (doppiata nella versione originale da Kath Soucie e nella versione italiana da Donatella Fanfani) - è la pestifera sorellina minore di Sam. Non appare mai, ma si sente solo la sua voce.
- Mrs. Cha-Cha Rimba Starkey (Diana Bellamy) - è l'addetta alla mensa della scuola frequentata dal Samurai Team e da Malcom. Adora le motociclette e possiede una Harley Davidson. In un episodio entra nel mondo digitale ed aiuta Sam/Servo a sconfiggere l'ennesimo virus di Kilokahn.
- Yolanda "Yoli" Pratchett (Kelly Kirkland, doppiata nella versione italiana da Patrizia Scianca) - figlia del preside Pratchett, anch'essa cheerleader e amica di Jennifer.
- Preside Pratchett.

## Episodi
| Stagione       | Episodi | Prima TV Stati Uniti |
| -------------- | ------- | -------------------- |
| Prima stagione | 53      | 1994-1995            |